# Taksony
Taksony (931 – voor 972) was de vorst van de Hongaren vanaf 955. 
Taksony was een zoon van Zoltán van Hongarije en daarmee een kleinzoon van Árpád. Er is weinig over zijn jonge jaren bekend omdat hij niet meer dan een van de Hongaarse prinsen was. In 947 wordt hij voor het eerst vermeld wanneer hij een Hongaars leger leidt dat naar Apulië trekt om koning Hugo van Italië te steunen tegen het Byzantijnse Rijk. Uiteindelijk werd hij door Berengarius II van Italië betaald om weer terug te keren naar Hongarije.
Taksony was waarschijnlijk aanwezig bij de Slag op het Lechveld, waar de Hongaarse stammen vernietigend werden verslagen, en hun leider Bulcsú en veel andere edelen werden gedood. Taksony nam daarna de leiding over de Hongaren op zich. Zijn eerste belangrijke beslissing was dat hij grote groepen Petsjenegen en Khalyzen (vermoedelijk Khazaren of daaraan verwant) toeliet zich in Hongarije te vestigen om zodoende zijn leger te versterken. In 963 vroeg hij aan de paus om een bisschop naar Hongarije te sturen. Dit verzoek lijkt vooral door politieke afwegingen te zijn ingegeven en werd trouwens door Otto I de Grote gedwarsboomd. In 970 leidde hij een aanval op Constantinopel maar werd bij Adrianopel verslagen.
Taksony was getrouwd met een dochter van de khan van de Kumanen, als onderdeel van zijn politiek om steun te zoeken bij de Petsjenegen en andere steppenvolkeren. Zij kregen de volgende kinderen:
- Géza (940/950 - 1 februari 997), opvolger van zijn vader. Onderhield goede betrekkingen met Otto I maar vooral met Beieren. Géza had een lijfwacht van Beierse ridders en hij werd door Beierse priesters formeel gedoopt onder de naam Istvan (Stefanus) maar bleef zijn oude geloof en zijn oude naam trouw. Gehuwd met Sarolta (ca. 954 - na 988), de dochter van Gyula van Transsylvanië, maar verstootte haar na 975. Hij hertrouwde met Adelheid van Polen (ca. 950 - na 997), de weduwe van zijn broer. Hij was onder andere vader van Stefanus I van Hongarije (gehuwd met een Beierse edelvrouwe) en van een dochter die trouwde met Peter Orseolo. Hij was ook grootvader van Samuel Aba.
- Michael, Mihály, (940/945 - ca. 977), gehuwd met Adelheid van Polen, hertog tussen de Morava (Tsjechië) en de Hron, regent van Polen, vader van Vazul.
- mogelijk László